# Kościół Matki Bożej Szkaplerznej w Lubiewie
Kościół pw. Matki Bożej Szkaplerznej w Lubiewie – katolicki kościół filialny należący do parafii Najświętszego Serca Pana Jezusa w Drezdenku, zlokalizowana w Lubiewie (gmina Drezdenko).

## Historia
Ceglany kościół w stylu neogotyckim wzniesiono w 1908, jako świątynię ewangelicką. Jako katolicka została poświęcona po II wojnie światowej - 23 grudnia 1946. Kościół jednonawowy, zwieńczony niewielką wieżą z sygnaturką nad portalem wejściowym.